# Phreatia vanuatensis
Phreatia vanuatensis är en orkidéart som beskrevs av Tomohisa Yukawa. Phreatia vanuatensis ingår i släktet Phreatia och familjen orkidéer.
Artens utbredningsområde är Vanuatu. Inga underarter finns listade i Catalogue of Life.